# Trent Ford
Trent Ford (né le 15 janvier 1979 à Akron, dans l'Ohio) est un acteur américain.

## Filmographie
- 2002 : À la Maison-Blanche : Jean-Paul (petit-ami de la fille du président Bartlet)
- 2003 : How to Deal de Clare Kilner : Macon Forrester
- 2004 : Smallville de Alfred Gough & Miles Millar : Mr Mxyzptlk
- 2010 : Vampire Diaries (The Vampire Diaries) de Julie Plec & Kevin Williamson : Trevor
- 2013 : Burning Blue de D. M. W. Greer : le lieutenant Dan Lynch